# Llista de compositors medievals
Llista de compositors medievals distribuïts per períodes:
- Els de la primera part de la baixa edat mitjana, que compren els nascuts abans de 1150
- Els del període central de la baixa edat mitjana, amb els nascuts entre 1150 i 1300
- Els de finals de la baixa edat mitjana, amb els nascuts entre 1300-1450
- Els de la transició entre l'edat mitjana i el Renaixement.

## Nascuts abans de 1150
- Romà el Melode
- Papa Gregori I
- Hildegarda de Bingen
- Hucbald
- Notker de Sankt Gallen
- Odó de Cluny
- Tutiló de Sankt Gallen
- Cosroèntoque
- Sahakduxt
- Càssia de Constantinoble
- Tibors de Sarenom

## Nascuts entre 1150 i 1300
Vegeu també la Llista de trobadors amb música conservada
- Léonin
- Pérotin
- W. de Wycombe
- Petrus de Cruce
- Berenguer de Palou
- Arnaut Daniel
- Giraut de Bornelh
- Marcabru
- Pèire Cardenal
- Ramon Llull
- Bernart de Ventadorn
- Bertran de Born
- Dante Alighieri
- Jaufré Rudel
- Alfons X de Castella
- Wolfram von Eschenbach
- Walther von der Vogelweide
- Neidhart von Reuental
- Comtessa de Dìa
- Marie de France
- Blanca de Castella
- Margot (trobera)
- Duquessa de Lorena
- Maroie de Dregnau de Lille
- Meister Rumelant

## Els nascuts entre 1300-1450
- Philippe de Vitry
- Guillaume de Machaut
- Jehan de Lescurel
- Borlet
- Trebor
- Solage
- Francois Andrieu
- Francesco Landini
- Gherardello da Firenze
- Andrea da Firenze
- Giovanni da Firenze
- Paolo da Firenze (c. 1355 – c. 1436)
- Donato da Cascia
- Lorenzo Masini (Lorenzo Masini i Lorenzo da Firenze, son la mateixa persona[1])
- Bartolino da Padova
- Niccolò da Perugia
- Maestro Piero
- Anthonello de Caserta
- Philippus de Caserta
- Johannes Ciconia
- Matteo da Perugia
- Jacopo da Bologna
- Lorenzo da Firenze (†1372 o 1373)
- Grimace
- Jacob Senleches
- Johannes Tapissier (c. 1370 - abans de 1410)
- Baude Cordier
- Zacara da Teramo
- Giovanni Mazzuoli (Giovanni degli Organi) (1360-1426)

## Transició de l'edat mitjana al Renaixement
- Antonius de Civitate Austrie (Antonio da Cividale) (fl. c.1392-1421)
- Johannes Cesaris (c. 1406-1417)
- Roy Henry (més conegut com el Rei Enric V) (c. 1410)
- Pycard (c. 1410)
- Richard Loqueville (†1418)
- Thomas Byttering) (c. 1410-1420)
- Bartolomeo da Bologna (fl. 1405-1427)
- Jacobus Vide (c. 1405-1433)
- John Dunstable (c. 1380-1453)
- Hugo de Lantins (c. 1430)
- Arnold de Lantins (c. 1430)
- Leonel Power (†1445)
- Gilles Binchois (c. 1400-1460)
- Johannes Brassart (c. 1400-1455)
- Guillaume Dufay (c. 1400-1474)
- Johannes Ockeghem (c. 1410-1497)
- Pierre de Lafage (segle xv)